# U.S. Route 16
La U.S. Route 16 è un asse autostradale statunitense che corre per 540 miglia attraverso gli Stati del Wyoming e del Dakota del Sud in direzione Est-Ovest.
L'estremità occidentale della Highway 16 è l'ingresso est del Yellowstone National Park nel Wyoming, mentre il capolinea orientale è ad un incrocio con la Interstate 90 a Rapid City nel SD.